# Journal of Thrombosis and Haemostasis
Das Journal of Thrombosis and Haemostasis, abgekürzt J. Thromb. Haemost., ist eine wissenschaftliche Fachzeitschrift, die vom Wiley-Blackwell-Verlag für die International Society on Thrombosis and Haemostasis veröffentlicht wird. Die Zeitschrift wurde im Jahr 2003 gegründet und erscheint derzeit monatlich. Es werden Arbeiten aus allen Bereichen der Forschung und klinischen Studien zu den Themen Thrombose und Gefäßbiologie veröffentlicht. Der online-Zugang zu den Ausgaben, die älter als ein Jahr sind, ist frei.
Der Impact Factor lag im Jahr 2014 bei 5,72. Nach der Statistik des ISI Web of Knowledge wird das Journal mit diesem Impact Factor in der Kategorie Hämatologie an siebenter Stelle von 68 Zeitschriften und in der Kategorie periphere Gefäßerkrankungen an sechster Stelle von 60 Zeitschriften geführt.
Chefherausgeber sind Pieter Reitsma (Universität Leiden, Niederlande) und Frits Rosendaal (Universität Leiden).